# Aleksander Słuczanowski
Aleksander Słuczanowski, född 13 september 1900 i Stavropol, död 11 september 1942, var en polsk ishockeyspelare. Han var med i det polska ishockeylandslaget som kom på delad åttonde plats i Olympiska vinterspelen 1928 i Sankt Moritz.